# Maade
Maade es un pueblo en Lääneranna, Condado de Pärnu, en el suroeste de Estonia. Contaba con una población de 8 habitantes (1 de enero de 2011).